# Frank McLardy

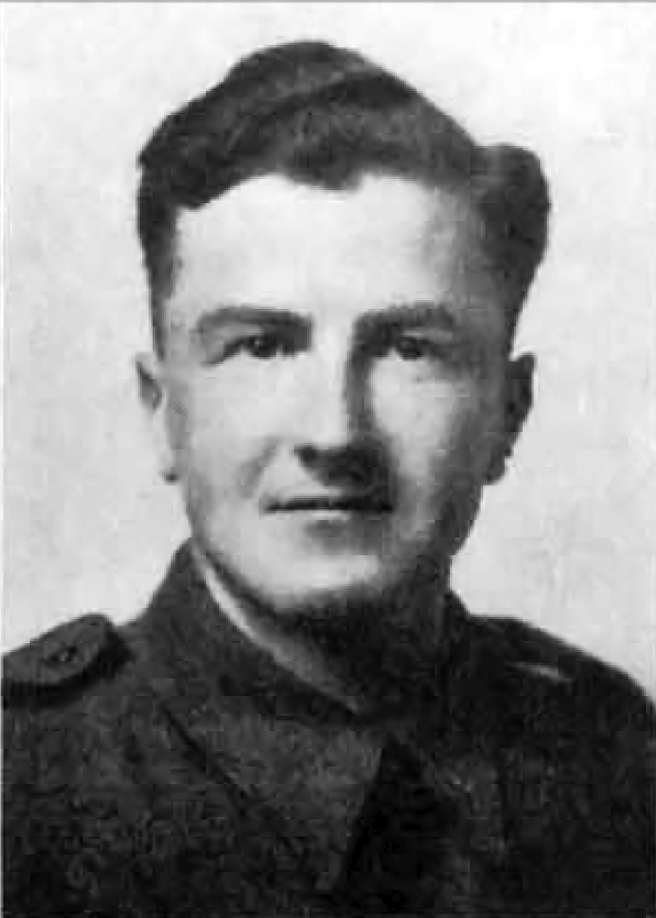
Frank McLardy

Frank McLardy (* 17. November 1915 als George Francis McLardy in Waterloo, Metropolitan Borough of Sefton, Vereinigtes Königreich; † 16. Dezember 1981 in Ingelheim am Rhein, Deutschland) war während  der 30er Jahre ein Funktionär der British Union of Fascists und während des Zweiten Weltkriegs ein Deserteur, der sich der Waffen-SS anschloss.

## Leben
McLardy wurde im nordenglischen Waterloo geboren. Nach der Schule studierte er Pharmazie am College of Technology and Museum Extension in Liverpool, ehe er sich in der Nähe von Forby als Apotheker niederließ. Im Jahr 1934 trat McLardy in die British Union of Fascists ein, bei der er erst Kassenwart und später Bezirksleiter in seinem Heimatdistrikt Waterloo wurde. Nach Kriegsbeginn wurde er von der British Army eingezogen und kam als Sergeant des Royal Army Medical Corps der British Expeditionary Force nach Frankreich. Ende Mai 1940 geriet McLardy bei Wormhout, wo sich kurz zuvor ein Massaker der Waffen-SS ereignet hatte, in deutsche Kriegsgefangenschaft.
Im Jahr 1943 meldete sich McLardy aus der Kriegsgefangenschaft zum Britischen Freikorps, einer Einheit der Waffen-SS für britische Deserteure. Einige der Mitglieder, wie z. B. Thomas Haller Cooper, waren wie McLardy bereits vor dem Krieg Mitglied in faschistischen Parteien gewesen. McLardy selbst sollte für das Freikorps u. a. weitere britische Kriegsgefangenen rekrutieren. Während des Krieges hatte er den Rang eines SS-Untersturmführers inne. Er war zudem Mitglied der SS-Standarte Kurt Eggers und war für das Sanitätswesen der SS tätig. Bei Kriegsende wurde McLardy bei Döhren von amerikanischen Truppen verhaftet und an Großbritannien überstellt.
Ein Kriegsgericht verurteilte ihn 1946 wegen der Unterstützung des Feindes zu einer lebenslangen Haftstrafe, die jedoch auf 15 Jahre herabgesenkt wurde und von denen er nur sieben verbüßte. Nach seiner Entlassung aus der Haft zog er nach Deutschland, wo er heiratete und in der Nähe von Mainz als Apotheker arbeitete. Er starb 1981.